# Goodenia anfracta
Goodenia anfracta är en tvåhjärtbladig växtart som beskrevs av John McConnell Black. Goodenia anfracta ingår i släktet Goodenia och familjen Goodeniaceae. Inga underarter finns listade i Catalogue of Life.